# درون‌وند
درون‌وند وندی است که دو ستاک را در یک واژهٔ ترکیبی پیوند می‌دهد. درون‌وند با میانوند تفاوت دارد. میانوند درون یک ستاک جای می‌گیرد ولی درون‌وند دو ستاک را به هم پیوند می‌دهد.

## نمونه‌هایی از درون‌وند

### زبان فارسی
در واژه‌هایی نظیر سراسر، دمادم، و برابر، «ا» که در میان این واژه‌ها وجود دارد، درون‌وند به‌شمار می‌رود. آنجایی که در فارسی واژه‌هایی نظیر «سرسر»، «دمدم»، و «بربر» وجود ندارد، نمی‌توان «ا» را میانوند به‌شمار آورد.